# Мишић обарач обрве
Мишић обарач обрве (лат. musculus depressor supercilii) је парни мишић главе, који поједини аутори описује посебно, а други га сматрају делом кружног мишића ока. Он се пружа навише од горње-унутрашњег краја кружног мишића ока и припаја се на дубокој страни коже унутрашњег дела обрве.
Слично мишићу набирачу обрве, инервисан је слепоочним гранама фацијалног живца и заједно са њим учествује у спуштању унутрашње половине одговарајуће обрве. На тај начин, овај мишић формира вертикалне наборе у простору између две обрве и лицу даје изглед беса, патње и сл. То га сврстава у категорију мимичних мишића.